# コノトプの戦い
コノトプの戦い（ウクライナ語:Конотопська битваコノトープスィカ・ブィートヴァ）は、ロシア・ポーランド戦争中の1659年6月29日にウクライナのコノトプ城の郊外のソスニーヴカ村で行われた戦闘。ソスニーウカの戦い（Соснівська битваソスニーウスィカ・ブィートヴァ）とも呼ばれる。ポーランド・リトアニア共和国と結んだイヴァン・ヴィホーウシクィイが率いるウクライナ・コサック軍およびクリミア・タタールの同盟軍とロシア・ツァーリ国の軍隊が交戦し、ウクライナ・コサック軍が勝利した。

## 背景
コノトプの戦いは、「荒廃」という時代に起きた重要な戦闘であった。その時代は、ウクライナ・コサックのヘーチマンであったボフダン・フメリニツキーの死後1657年から始まり、数十年に亘るウクライナ・コサックの派閥による権力争いを中心とした時代の初期にあたった。
フメリニツキーの指導のもとでウクライナはポーランド・リトアニア共和国から独立を勝ち取ったが、ポーランドと戦い続けるためには兵力が不足していたので、モスクワ大公国とペレヤースラウ会議で軍事同盟を結んだ。しかし、モスクワ側はウクライナ・コサックに援兵を出すことなく、リトアニア領ベラルーシをめぐる争いに加わり、また、同盟国となったウクライナを自分の領土にしようとする計画を実行しはじめた。その中で、フメリニツキーの後継者となったヘーチマン・イヴァン・ヴィホーウシクィイ（旧の事務総長）は、モスクワ大公国がウクライナの内政に介入したり、反ヴィホーウシクィイのコサック派閥を援助したりすることにたいして反対し、1658年8月モスクワ公国と同盟を破棄して旧敵であったポーランドとハージャチ条約を結んだ。この新しい条約により、ウクライナはルーシ大公国という国号のもと、ポーランド・リトアニアに次ぐ第三の構成国家としてポーランド・リトアニア共和国に復帰した。
この条約についての知らせはモスクワを大いに刺激することとなった。ロシア・ツァーリ国は、それまで行ってきたウクライナを内部紛争で瓦解させようとする間接的な関与政策を変更し、1658年の秋にグリゴーリイ・ロモダノフスキー公を司令官とするモスクワ大公国の討伐軍を直接にウクライナへ派遣した。ウクライナに侵入したモスクワ軍は反ヴィホーウシクィイ派のコサック軍と合流した上で、親モスクワの「ヘーチマン」を任命し、幾つかの市町を征服した。ロモダノフスキーの軍勢は、ヴィホーウシクィイ派の人々を虐殺したのみならず、多数の民間人を略奪した。当時の記録者は、ロモダノフスキーによるコノトプ市の略奪について次のように書いている。
"彼（ロモダノフスキー）は、市民の歓迎行列に迎えられ、祈りをささげ、キリスト教徒の如く十字を切ったにも拘わらず、都市とその市民を略奪し、異教徒のタタール人の如く「罪を犯した奴等は神が裁く。俺は、兵士たちの働きと苦難に対して楽しみと褒美を与えなければならない」と言い捨てた"
半年後の1659年の春には、ロモダノフスキーの援軍としてアレクセイ・トルベツコイを総司令官とする15万余りのモスクワの大軍がウクライナに侵攻した。その軍勢には親モスクワ派のコサックも加わっていた。
ヴィホーウシクィイの将軍の1人であったフルィホーリイ・フリャヌィーツィクィイは、4000人のコサックの部隊を率いて、モスクワ軍の輸送隊に襲いかかり、敵の武器・食料に損害を与えた。そして、退却する途中にコノトプ市を奪還した。モスクワの総司令官はフリャヌィーツィクィイに「ヴィホーウシクィイを裏切って、コノトプを渡せ」と要求していたが、大将は都市の城内に固く立て籠もり、降参しようとしなかった。そこで、モスクワ大軍は、ウクライナの奥に進む前にそのコノトプ城を落すことにした。

## コノトプの包囲

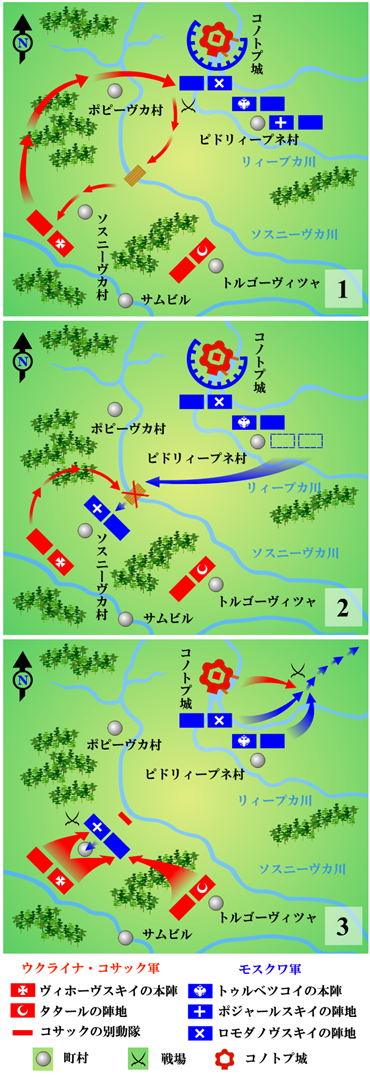
コノトプの戦いの図 （1659年6月27日-29日）

1659年4月21日、午前五時頃、ミサが終わった後、モスクワ軍の総司令官は総攻撃の命令を出した。コノトプ城への砲撃が始まり、城壁が突破されたところにモスクワの兵士たちは攻め入った。しかし、フリャヌィーツィクィイのコサック隊は、彼らの進撃を食い止め、多数の敵を切り捨てて城内から追い払った。こうして、モスクワ軍による最初の強襲は大失敗に終わった。コノトプ城の防備が固く、また、その城が湿地帯に築かれていたので、モスクワ軍は都市の近くで重騎兵と大砲の力を十分に発揮することができなかった。
このような失敗を喫したモスクワ軍は総攻撃を諦めた。その代わり、城への砲撃を続けながら城の堀を埋め立てる作戦に出た。しかし、夜になると、ウクライナ・コサックたちは埋め立てられた場所の土を掘り起こして城壁を固めるのに利用し、一方でモスクワ軍の本陣に夜襲をかけた。そのような陽動作戦によるモスクワ軍の損害が大きくなったため、総司令官であったトルベツコイ公は自軍を二手に分けて本陣をピドルィープネ村の辺りに移した。
フリャヌィーツィクィイの4000人の部隊がコノトプ城を守っている間に、ヘーチマン・ヴィホーウシクィイは3万のコサック軍を調え、ポーランドとクリミア汗国からも援軍を取り付けた。ポーランド側からは西ウクライナ出身の貴族を中心とした約3800人の部隊が参上し、クリミア汗国からはメフメド4世ギレイが率いる3万余りのタタール軍が馳せつけた。それに加えて、ヘーチマンの親衛部隊としてセルデューク部隊も構成された。

## 合戦
1659年6月、ヘーチマン・ヴィホーウシクィイの軍勢は、タタールの援軍と共にコノトプ城へ向けて出発した。6月24日、シャポヴァーリウカ村近郊でウクライナ・コサックの部隊がモスクワ軍の小規模の先鋒隊を全滅させた。ヴィホーウシクィイは、小競り合いでとった捕虜の話から、トルベツコイがモスクワ軍の本陣をコノトプ城の近辺に移し、コサックの軍勢が戦場に到着したことを知らないということがわかった。この情報に基づいてヴィホーウシクィイは作戦をたて、ウクライナ・コサックにソスニーウカ村で陣を取らせ、タタールの援軍にコサックの陣地から東に位置するトルゴーヴィツャ村の森林で隠れるようと命じた。そして、ヴィホーヴスキイは、フルィホーリイ・フリャヌィーツィクィイの弟、ステパン・フリャヌィーツィクィイに全軍の指揮を任せて、自ら小隊を率いてコノトプの辺りへ出発した。6月27日の暁に、その小隊はモスクワ大軍に襲いかかり、敵が思いつかない内に多数の馬を奪って野原に放した。モスクワの騎馬隊が列を整えなおしてコサックの小隊を反撃したが、ヴィホーウシクィイは川を渡ってソスニヴカ村の本陣へ退き、故意に敵の軍勢に自軍の居場所を教えた。
次の日、6月28日の土曜日、モスクワ軍の総司令官であるトルベツコイは、セミョーン・ポジャールスキイが率いるエリートの騎馬隊3万騎を派遣し、ヴィホーウシクィイの軍勢を討ち負かすようにと言いつけた。ポジァールスキイはソスニーウカ川を渡り、川岸の向こうに陣取った。トルベツコイの3万の軍勢はコノトプ付近に残った。敵が川を渡河したと知ったヴィホーウシクィイは、ステパン・フリャヌィーツィクィイが率いる5千人の別動隊をポジャールスキイの陣地の背後に遣わした。モスクワ軍は気がつかない内に、コサック連隊はソスニーウカ川の橋を破壊し、素早く土手を作り、橋の辺りにあった平地を川の水に浸した。
1659年6月29日の朝、ヴィホーウシクィイのコサック小隊はポジャールスキイの陣営を襲った。数分に渡る切り合いの後に、小隊は撤退を見せかけた。ポジャールスキイは相手が無人で、討ち取ることが容易いことであると判断し、全軍で追撃を開始した。モスクワの兵士たちがソスニーウカ村に乗り込んだ時、隠れていたコサックの本軍は空に大砲を三回発砲し、三つの火矢を放ち、隣の森林で待ち伏せしていたタタール援軍に総攻撃の合図をした。モスクワ軍の司令官ポジャールスキイは危機を感じ、早速逃走しはじめた。しかし、川の辺りでモスクワの騎馬隊の馬と大砲台は水に浸した平地の土に入り込み、モスクワ軍は行き詰まって撤退が不可能となった。その瞬間、側面からタタールの軍勢が突っ込み、コサックが背後から攻め、ポジャールスキイの軍団は包囲された。激しいの戦いのなかで、モスクワの3万人の騎馬隊が切り殺され、ポジァールスキイをはじめモスクワ側の多くの武将が生捕りされた。すべての捕虜がタタール人に渡されたが、売買できない怪我人の捕虜の多くはタタール人の手で無情に切り捨てられた。当時の記録によると、モスクワ軍の司令官ポジャールスキイはタタール・ハンの前に立たせられ、ハンに向かって唾を吐いて冒涜的な言葉を言った。侮辱されたタタール人はすぐにポジャールスキイの首を打ち、モスクワの総司令官、トルベツコイの陣営に送った。
ポジァールスキイの惨敗を知ったトルベツコイは、コノトプ城を包囲していたロモダノフスキーの軍団を呼び寄せ、6月29日の夕方にウクライナから撤退を始めた。コノトプ城を支えていたグリゴリー・フリャヌィーツィクィイは、退いているモスクワの軍勢を見、城を出て敵を追撃した。コサックの追撃を受けたモスクワ軍は軍旗、兵糧、お金、大砲などを捨てて逃げだし、トルベツコイ自身は2ヶ所に弾傷を負った。コサック騎馬隊とタタール騎馬隊と手を組んで、3日間にわたって敵をモスクワ公国まで追いつづけていた。

## 結果と意義
暫くの間、コノトプの戦いでの完敗の知らせはようやくモスクワまで届いた。19世紀のロシアの歴史学者セルゲイ・ソロヴィヨーフはその嘆かわしいお知らせに対するモスクワのツァーリの反応について以下のように書いている。
1654-1655年の役で素晴らしく戦ったモスクワの華々しい最高級の騎馬軍団は、たった一日で全滅した！その敗北後に、ツァーリはもうそれほど強い兵馬を出すことができなかった。アレクセイ・ミハロヴィチは喪服姿で民衆の前に御成りになったとき、モスクワ中の人々は恐怖に襲われた。完敗の偶然性は国家に強い打撃を与えたのだ。その打撃はとくに1654-1655年の勝ち戦の後だっただけに大きかった。先年、ドルゴルーキイはリトアニアのへトマンを生捕にしてモスクワへ連れてこさせたことや、ホヴァンスキイは大勝利をおさめたという喜ばしい話が町中に広まっていたことなどがあった。しかし、今年は、皆の予想を担っていた「信心深くて優雅で、武運が強くて無敵な男」トルベツコイが、そのような大軍を滅ぼさせたのだ！外国の多数の町を奪てリトアニアの首都でさえ落去させたツァーリのモスクワは、震えながら自分の安全を案ずるようになった。8月にツァーリの命令に従い、貴賎を問わず町の全住民がモスクワの守りを固めるための作業を急いでやっていた。ツァーリ自身はボヤール側近とともにその防備作業に出席した。隣の近郊の村々から家族と財産を連れてきた農民がモスクワに集中し、ツァーリがモスクワを離れてヴォルガ川の向こうにあるヤロスラヴリ町に避難しようとするという噂が流れていた。
しかし、ヴィホーウシクィイとタタール・ハンがモスクワを攻めるというツァーリの心配は杞憂であった。ヴィホーウシクィイは親モスクワ派の反乱軍を破ってウクライナの町々を奪い返している間に、ヴィホーウシクィイの意志を無視したザポロージャのシーチの頭領、イヴァン・シルコーがザポロージャ・コサックを率いてヴィホーウシクィイの同盟関係にあったタタール人のクリミア汗国を攻撃した。その理由で、タタール・ハンがヴィホーウシクィイのもとを去らざるを得ず帰国し、ヴィホーウシクィイは大事な援軍を失った。そこで、親モスクワ派のコサックは改めてモスクワの援助をもらって自分の力を復帰させ、ヴィホーウシクィイの政権に反旗を翻してウクライナの内戦を再び盛り上がらせた。ヴィホーウシクィイは、ポーランド・リトアニア共和国とハージャチ条約を結んでモスクワ公国とその手先と戦うために兵力を得たが、フメリニツキーの乱のためにポーランド・リトアニア共和国との同盟は多くのウクライナの民衆と一般のコサックにとっては受け入れがたいものであった。結局、ヴィホーウシクィイはコサックの武将や長たちだけに頼り、ヴィホーウシクィイは条約を結ぶことによって現地の住民の支持を失い、後に同盟国のポーランド・リトアニア共和国に裏切られて捕まり、ワルシャワで処刑された。ヴィホーウシクィイを失ったヘーチマン国家はさらに混乱に落ち、モスクワ・ロシア（後のロシア帝国）とポーランドという近隣の大国の干渉によってウクライナの内戦は半世紀近く続いていた。
長い間、ロシア帝国とソ連の研究史においては、コノトプの戦いは禁じられたテーマの一つであった。数百年にわたってその戦いについての現実は国家のレーベルで秘密にされていた。その理由は、コノトプ戦い自体がウクライナ人とロシア人との間の合戦であったため、「ロシアとの同盟はウクライナ人の往古以来の望みだ」というロシア側の国家的神話などを覆していたからだった。一方、現代のウクライナの研究史においては、コノトプの戦いは理想化され、ウクライナ人のロシアに対する偉大な勝利であるというふうな偏向が見られていた。
コノトプの戦いは、勝った合戦と負けた戦争の代表的な例の一つであると言える。

## 史料
- （ウクライナ語） Літопис Самовидця. видання підготував Я. І. Дзира. Київ: «Наукова думка» (『目撃者の年代記』、キエフ：ナウコーヴァ・ドゥムカ）、1971. — 208 с., 第一章(1648-1659). 「1659年」 17世紀のウクライナ・コッサクによる作成された記録。基本的な史料。

## リンク
- （ウクライナ語） ウクライナ史の辞典
- （ウクライナ語） コノトプの戦い―ウクライナ・コッサクの軍術の事例 (ウクライナ語)
- （ウクライナ語） コノトプの歴史
- （ウクライナ語） 歴史辞典
- （ウクライナ語） コノトプの戦い. 「キエフ新聞」、1998年7月
- （ロシア語） 知られざるウクライナ・コサックの歴史
- （ロシア語） アレクセイ・ミハイロヴィチの時代(S.M.ソロヴィヨーフ)
- （ロシア語） コノトプの悲劇. 1659年.
- （ロシア語） コノトプの戦い
- （ロシア語） 小ロシアの歴史(N. マルケーヴィチ)
- （ロシア語） コノトプの戦い